# Jerzy Michalak (ur. 1948)
Jerzy Józef Michalak (ur. 17 września 1948 w Waszkowie) – polski polityk i psycholog, poseł na Sejm I kadencji.

## Życiorys
W 1978 ukończył studia z dziedziny psychologii na Wydziale Filozofii Chrześcijańskiej Katolickiego Uniwersytetu Lubelskiego Jana Pawła II. Zawodowo zajmował się nadzorem nad placówkami opiekuńczymi i wychowawczymi. W 1989 przewodniczył miejskiemu Komitetowi Obywatelskiemu.
W 1991 uzyskał mandat posła na Sejm I kadencji. Został wybrany w okręgu chełmsko-zamojskim z listy Wyborczej Akcji Katolickiej. Był członkiem Klubu Parlamentarnego Zjednoczenia Chrześcijańsko-Narodowego. Zasiadał w Komisji Młodzieży, Kultury Fizycznej i Sportu, Komisji Mniejszości Narodowych i Etnicznych oraz Komisji Nadzwyczajnej do rozpatrzenia projektu ustawy Ordynacja wyborcza do Sejmu Rzeczypospolitej Polskiej. Był także członkiem Podkomisji ds. młodzieży.
W wyborach w 1993 bez powodzenia ubiegał się o reelekcję, zaś w 1997 również bezskutecznie startował z listy AWS. Po odejściu z Sejmu był m.in. wicedyrektorem chełmskiego oddziału ZUS (do 2006). Później został doradcą zawodowym w urzędzie pracy.